# 富川力道
富川 力道（とみかわ りきどう、1963年7月11日 - ）は、日本のブフ（モンゴル相撲）、大相撲研究家。和光大学および東京外国語大学非常勤講師などを経て現在日本ウェルネススポーツ大学教授。スポーツ人類学を専攻。翻訳家、詩人、作詞家、モンゴル・ブフ（相撲）クラブ会長、NPOユーラシアンクラブ副理事長。日本における唯一のブフの師範で、世界モンゴル俳句会創設者でもある。

## 経歴
中国内モンゴルシリンゴル盟出身。モンゴル名はバー・ボルドー（Б.Болд）。1985年、内モンゴル大学外国語学部日本語学科卒業。在学中は、学生ブフ大会で3連覇を果たし、特に1983年に開催されたフフホト市８大学ブフ大会で個人・団体とも準優勝となり、ジャンガーを授与される。翌年の８大学ブフ大会でも個人戦準優勝となった。1985年よりシリンゴル盟モンゴル族高校の教諭となる。1986年、シリンホト市で開催された１２８名のブフ大会で当時の全国絶対王者ツァガーンザーナーとS.ソヨイルの２横綱に連勝したことがもっとも記憶に残る戦績であるという。その後出身地を代表してシリンゴル盟ブフ選手権大会団体戦に２年連続出場している。
1987-1988年、和歌山県立田辺商業高等学校に国費交換留学生として日本語研修を受ける。その後帰国し、国際旅行社シリンホト支社に勤めた。
1992年に再訪日し、東京大学などで文化人類学を学んだ。2002年、ブフと相撲の比較研究で千葉大学大学院社会文化科学研究科より学術博士号を取得。2004年、大修館書店より刊行された『教養としてのスポーツ人類学』（寒川恒夫編）に「モンゴル相撲ブフのシンボリズム」が所収される。共著に『レッスル・カルチャー』（岡井崇之編、風塵社、2010年）、『シルクロード万華鏡ーそれぞれのグレートジャーニー』（野口信彦編著、本の泉社、2012年）がある。2015年刊『21世紀スポーツ大辞典』（中村敏雄ほか編、大修館書店）にモンゴル民族の伝統的祭祀文化である「ナーダム」項目を執筆。研究のかたわら、ブフ文化の普及のために2000年に日本国内でモンゴル・ブフ・クラブを立ち上げ、毎年秋にブフ大会を開催している。2019年に日本ウェルネススポーツ大学にて第24回ブフ大会を開催。同イベントは海外におけるもっとも歴史あるモンゴル文化イベントでもある。そのほか、在日モンゴル人仲間たちと一緒に、2002年にモンゴル民族文化基金を創立、初代理事長を務める。2017年から、同年5月に発足した一般社団法人NARMAIモンゴルの常務理事を務めるなど在日モンゴル人の文化活動を積極的に支援している。
2000年8月に日本国籍を取得。富川力道を名乗る。日本名の「力道」は力道山とは何の関係も無い。
2003年にNHK衛星第1『ハローニッポン』で「モンゴル相撲を伝えたい!バーボルドーさん」というドキュメンタリー（20分）が放送された。2005年、内モンゴル衛星放送「スポーツ」番組で「ブフの運気を招く人」として4回シリーズで放送されブフの研究者としてもブフ文化の伝道師としても広く知られている。2013年に日本における第20回ブフ大会にて引退式を行い、格闘技専門誌『秘伝』に報道される。2019年に同誌主宰「WEB秘伝」の「達人・名人・秘伝の師範たち」に取り上げられる。日本のマスコミに時々登場。
日本文学にも興味を持ち、1989年ごろから芥川龍之介などの小説を国内文芸誌でモンゴル語に翻訳。2009年に『鼻ー日本近現代短編集ー』（内モンゴル人民出版社）を出版。それは内モンゴルにおける最初の日本文学翻訳集となる。近年ではモンゴル俳句を和訳し『世界俳句』、『吟遊』に掲載する一方、日本の夏石番矢や鎌倉佐弓などの自由律俳句をモンゴル語に翻訳し『世界文学』（モンゴル語）に掲載している。2016年にWECHATによる「世界モンゴル俳句会」を創設。モンゴル詩人たちのモンゴル俳句を翻訳し、国際俳句雑誌『世界俳句』（年刊）、『吟遊』（季刊）に掲載中。また同会主催で世界俳句協会代表で著名な俳人夏石番矢氏を冠とする「夏石番矢杯世界モンゴル俳句コンテスト」を開催。同イベントは２年ごとに開催されている。2019年現在２回開催（2017年、2019年）。モンゴル俳句の世界俳壇への進出に一役買っている。
2010年10月から、日本ウェルネススポーツ大学に准教授として教鞭を取る。2017年から同教授。
2015年1月内モンゴル自治区シリンゴル盟作家連盟主宰『シリンゴル』文芸誌（隔月刊）にモンゴル語による詩を三篇発表し、詩人デビュー。2０16年に民族出版社より出版された『バー・ボルドー・ブフ詩選』は内モンゴルにおけるブフ（モンゴル相撲）をテーマにした最初の詩集として注目された。2016年9月、世界モンゴル系民族詩歌コンテストに初参加し、銀賞を受賞。2017年に『愛の誓い』（内モンゴル人民出版社）、2018年に世界的に著名な漫画家バー・ビルゲの挿絵入りの児童向け長編詩『傷ついた地球』（内モンゴル人民出版社）を出版。2017年から内モンゴルにおける権威ある文芸誌『ウヌル・ツェツェグ』誌（月刊）に詩を掲載。2019年、第10回世界俳句協会大会特集として、内モンゴル四詩人の自由律俳句集『世界モンゴル俳句』を編著。2019年、『世界文学』（モンゴル語、隔月刊）に日本の児童文学の父と呼ばれる小川未明の母をテーマとする童話9編を翻訳し掲載。2020年の「母の日」に内モンゴル衛星テレビ局により「母の日のプレゼント」として「お母さまは太陽」「母の心」がラジオにて朗読される。また２０２０年９月に小川未明の童話「小さな針の音」が「教師の日」に、同１２月に「月と海豹」が同ラジオにて朗読される。近年作詞を手掛け、内モンゴルの著名な作曲家B・チャルメルトとのコンビで『駿馬タイガン・ハルタル』、『二人だけの世界』、「わが故郷バヤンゴル」、「満月のようなお正月」などの歌謡曲、童謡「太陽・月・星」、「子畜の歌」（ショダラガ作曲）などを世に送る。そのほか歌謡曲の作詞多数。近年における俳句翻訳作品として、夏石番矢著6言語句集『砂漠の劇場』（２０１７）のモンゴル語訳、デード・モンゴル（青海省）詩人らによる4言語句集『デード・モンゴル俳句』（ウランバートル、２０２０）の和訳をそれぞれ担当している。そのほか、鼎談「柔道とユーラシア大陸格闘文化・交流史」（田中康弘〈サンボ〉、磯部晃人〈日本柔道〉、磯部晃人著『柔道最強説』、BABジャパン、２０１９所収）、座談会「言語を守る闘い」（田澤耕、ワッカス・チョーラク、金井真紀、『世界』、岩波書店、２０２１、No.９４１、所収）などがある。
富川はブフ研究の成果を社会還元するために、モンゴル国及び内モンゴルのブフ事業にも積極的に助言するなどしてかかわっている。その一つが２０１９年９月から続いている内モンゴル・ブフ協会のブフ改革に対する戦いである。2019年９月、２期目内モンゴル・ブフ協会による新しい「ブフ競技規則」の採択を受け、同規則の目玉となる、ウジュムチン・ブフ(内モンゴルにおける成績によりジャンガーという首飾りが授与されるブフの一種）のジャンガー(ザンギアという言葉の方言)を力士の称号とする改革を強く批判し、また新規則の未熟さ、不合理性を鋭く指摘し、数回にわたりネット講演会を行い、大きな社会的反響を呼んだ。こうした批判を受けて、2020年6月に同協会に異議を持つ副会長ら数名や１０数ヵ所の地方ブフ協会有志らによる「ブフ問題検討会」が発足し、内モンゴル・ブフ協会に対し、協会規約に基づき、民主的な総会の招集、新規則の撤回及び再討議などを求める提議書を協会会長に提出した。しかし、同協会からはブフ制度に関する外国勢力の干渉などの政治的ラッテルが貼られ、問題は複雑化した。富川は特に学術的視点から内モンゴル・ブフ協会の副会長テT氏によるブフ歴史の偽造を強く非難しつつ、ジャンガーが有する象徴論的意味、次世代へ譲り渡すジャンガーによる再生儀礼などを取り上げ、またジャンガーを称号に変えることはブフの文化的伝統を破壊すると警鐘を鳴らした。フルンボイルなどジャンガー授与の習わしがない地域のブフ関係者は、同協会の新規則がすべてのブフに適用できないなどと強く反発している。
2021年2月24日掲載の朝日新聞記事によると、富川は相撲協会で外国人力士が親方になる条件として日本国籍を取得する必要はないと考えているという。自らも日本国籍を取っているが身も心も日本人ではなく半々であり、国籍変更に意味は無いと言い切り、「永住権や、相撲界に一生携わるといった契約があればいいのではないか」と話している。